# Spöket på Canterville (film, 1944)
Spöket på Canterville (engelska: The Canterville Ghost) är en amerikansk komedifilm från 1944 i regi av Jules Dassin. Filmen är löst baserad på Oscar Wildes novell med samma namn. Charles Laughton ses i huvudrollen, som spöket som är dömd att hemsöka ett engelskt slott, tillhörande släkten Canterville. Robert Young spelar hans amerikanska ättling som inte låter sig skrämmas av sin anfaders hemsökningar.

## Rollista i urval
- Charles Laughton - Sir Simon de Canterville
- Robert Young - Cuffy Williams
- Margaret O'Brien - Lady Jessica de Canterville
- William Gargan - Sergeant Benson
- Reginald Owen - Lord Canterville
- Rags Ragland - Big Harry
- Una O'Connor - Mrs. Umney
- Donald Stuart - Sir Valentine Williams
- Elisabeth Risdon - Mrs. Polverdine
- Frank Faylen - Lieutenant Kane
- Lumsden Hare - Mr. Potts
- Mike Mazurki - Metropolus
- William Moss - Hector
- Bobby Readick - Eddie
- Marc Cramer - Bugsy McDougle
- William Tannen - Jordan
- Peter Lawford - Anthony de Canterville
- Vernon Downing - Officer